# Квелани
Квелани (груз. ყველანი) — село в Грузии, на территории Душетского муниципалитета края (мхаре) Мцхета-Мтианети.

## География
Село находится в северо-восточной части Грузии, на левом берегу реки Белая Арагви, на расстоянии приблизительно 36 километров (по прямой) к северо-западу от города Душети, административного центра муниципалитета. Абсолютная высота — 1427 метров над уровнем моря.

## Население
По результатам официальной переписи населения 2014 года в Квелани проживало 8 человек (4 мужчины и 4 женщины). В национальной структуре населения грузины составляли 100 %.
| Год  | Население, человек |
| ---- | ------------------ |
| 2002 | 26                 |
| 2014 | ↘ 6                |